# Федеральні свята в США
У США федеральне свято — це дозволене[яке?] свято, яке визнано урядом США. Щороку у федеральне свято США закриваються неістотні федеральні урядові офіси, торги на фондовому ринку зазвичай припиняються, а кожен федеральний працівник получає оплачувану відпустку. Працівники приватного сектору, які повинні працювати у законну відпустку, можуть отримувати оплату відпусток на додаток до звичайної зарплати.
Федеральні свята визначені Конгресом Сполучених Штатів у назві V Кодексу Сполучених Штатів (5§ 6103 USC). Конгрес має повноваження створювати канікули тільки для федеральних установ (включаючи федеральну власність) та службовців, а також для округу Колумбія. Однак, як правило, інші установи, включаючи банки, поштові відділення та школи, можуть бути закритими в ці дні. У різних частинах країни, крім федеральних свят, можуть спостерігатися державні та міські свята.

## Історія
Історія федеральних свят у Сполучених Штатах бере свій початок з 28 червня 1870 р., коли Конгрес створив федеральні свята, «щоб відповідати аналогічним законам штатів навколо округу… і… у кожному штаті».  Хоча спочатку застосовний лише до федеральних службовців округу Колумбія, Конгрес розширив охоплення в 1885 році всіх федеральних службовців.
Первісні чотири свята були:
- День нового року
- День Незалежності
- День Подяки
- Різдво

День народження Джорджа Вашингтона став федеральним святом у 1880 р. У 1888 та 1894 роках відповідно були створені День декорацій (нині День пам'яті) та День праці. У 1938 році було відзначено День перемир'я (тепер День ветеранів), щоб відзначити кінець Першої світової війни. Сфера застосування та назва свята була розширена в 1954 році, щоб вшанувати американців, які воювали у Другій світовій та Корейській війнах.
У 1968 р. Закон про відпустку понеділка 1968 р. Змістив кілька свят, щоб завжди припадати на понеділок і встановив Дня Колумба.
У 1983 році день народження Мартіна Лютера Кінга-молодшого став нещодавно встановленим святом нації.

## Список федеральних свят
Жовтим кольором у таблиці позначені релігійні свята. Більшість із десяти федеральних свят США також є державними святами. Свято, яке припадає на вихідні, зазвичай спостерігається у найближчий будній день (наприклад, свято, що припадає на суботу, спостерігається у попередню п'ятницю, тоді як свято, що припадає на неділю, спостерігається у наступний понеділок). Офіційні назви походять від законів, які визначають свята для федеральних службовців.
| Дата                        | Офіційна назва                                 | Деталі |
| --------------------------- | ---------------------------------------------- | --- |
| 1 січня                     | Новий рік                                      | Відзначає початок григоріанського календарного року. Святкові заходи включають відлік до 12:00 опівночі, напередодні Нового року, часто з феєрверками та вечіркою. Падіння кулі на Таймс-сквер в Нью-Йорку стало національним святом Нового року. Традиційне завершення Різдвяного та святкового сезону. |
| Третій понеділок січня.     | День народження Мартіна Лютера Кінга-молодшого | Почесний доктор Мартін Лютер Кінг-молодший, лідер громадянських прав, який насправді народився 15 січня 1929 року; поєднується з іншими святами в кількох штатах. Деякі міста та муніципалітети проводять паради; і останнім часом Закон про відпустку і службу 1994 року, який був прийнятий для заохочення американців до перетворення свята на день добровільної служби громадянина, набув популярності (іноді називається Національним днем служби). Свято спостерігається в третій понеділок січня. |
| Третій понеділок лютого.    | День народження Вашингтона                     | День народження Вашингтона вперше оголошено федеральним святом актом Конгресу 1879 року. Закон про уніфіковані відпустки 1968 року переніс дату відзначення дня народження Вашингтона з 22 лютого на третій понеділок лютого (з 15 по 21 лютого, тобто спостережуване свято ніколи не припадає на фактичний день народження Вашингтона). Через це, у поєднанні з тим, що день народження президента Лінкольна припадає на 12 лютого, зараз багато людей називають це свято «Днем президента» і вважають це днем, який вшановують усі американські президенти. Однак ні Закон про єдині відпустки, ні будь-який наступний закон не змінили назву свята з Дня народження Вашингтона на День президента. |
| Четвертий понеділок травня. | День Пам'яті                                   | Вшановує війну нації, яка загинула від громадянської війни і далі; знаменує неофіційний початок літнього сезону. (традиційно 30 травня змінено Законом про єдині свята 1968 року). Свято спостерігається в останній понеділок травня. |
| 19 червня                   | День звільнення рабів                          | Урочистість, присвячена визволенню рабів Сполучених Штатів. Взявши свій початок у Техасі, свято тепер відзначається щорічно 19 червня по всій території США, з різним ступенями визнання на офіційному рівні. |
| 4 липня                     | День Незалежності                              | Святкує підписання Декларації незалежності від британського правління, яку також називається Четверте липня. Святкування феєрверків проводиться у багатьох містах по всій країні. За день до цього свята торгова сесія закінчується на три години раніше, ніж зазвичай. |
| Перший понеділок вересня.   | День Праці                                     | В одному з опитувань американських дорослих у 2012 році встановлено, що 52 % святкують День праці як неофіційний кінець літа. Окреме загальнонаціональне опитування фахівців з людських ресурсів, проведене у 2015 році, показало, що 41 % роботодавців потребують принаймні деяких працівників для роботи у відпустку. Свято спостерігається в перший понеділок вересня. |
| Другий понеділок жовтня.    | День Колумба                                   | Вшановує Христофора Колумба, дослідника Америки. У деяких районах це замість святкування корінних народів чи італійської культури та спадщини; традиційно 12 жовтня. Свято відзначається у другий понеділок жовтня та є одним із двох федеральних свят, де торгуються фондовими торгами. |
| 11 листопада                | День Ветеранів                                 | Вшановує всіх ветеранів збройних сил США. Відзначається 11 листопада, щоб згадати кінець Першої світової війни на цю дату в 1918 році (основні бойові дії Першої світової війни були офіційно закінчені, це одне з двох федеральних свят, коли торгівля на фондовому ринку дозволена. |
| Четвертий четвер листопада. | День Подяки                                    | Християнське свято. Відзначається протестантами. Традиційно відзначають вручення подяк за осінній урожай. Традиційно включає спільний вечерю з індичкою. Свято спостерігається в четвертий четвер листопада. На наступний день після цього свята торгова сесія закінчується на три години раніше, ніж зазвичай |
| 25 грудня                   | Різдво                                         | Християнське свято. Відзначається усіма християнами. Найпопулярніше свято християнського року, Різдво, спостерігається як вшанування дня народження Ісуса з Назарету. Як правило, християни і нехристияни мають різні традиції. За день до цього свята торгова сесія закінчується на три години раніше, ніж зазвичай. |

Новий рік, День незалежності, День ветеранів, і Різдво святкуються в той же календарний день щороку. Святкові дні, які припадають на суботу, дотримуються федеральні службовці, які працюють у звичайний тиждень з понеділка по п'ятницю в попередню п'ятницю. Федеральні працівники, які працюють у суботу, будуть святкувати свято у суботу; П'ятниця буде звичайним робочим днем. Свята, що припадають на неділю, святкуються федеральними працівниками наступного понеділка. Інші свята завжди припадають на певний день тижня.
Хоча багато штатів визнають більшість або всі федеральні свята державними святами, федеральний уряд не може прийняти закони, щоб змусити їх це робити. Крім того, держави можуть визнавати інші дні державними святами, які не є федеральними святами. Наприклад, штат Техас визнає всі федеральні свята, окрім Дня Колумба, і крім того визнає п'ятницю після Дня подяки, Святвечір та день після Різдва державними святами. Крім того, Техас не дотримується федерального правила закриття ні в п'ятницю раніше, якщо свято припадає на суботу, або на понеділок після, якщо свято припадає на неділю (офіси відкриті в ці п'ятниці або понеділки), але це мають «часткові кадрові канікули» (наприклад, 2 березня, який є Днем незалежності Техасу) та «необов'язкові свята» (наприклад, Страсна п'ятниця).
Приватні роботодавці також не можуть вимагати дотримання федеральних або державних свят, ключовим винятком є банки, які мають статут на федеральному рівні. Деякі приватні роботодавці, часто за союзним договором, сплачують різницю, таку як півтора або двічі, працівникам, які працюють у деякі федеральні свята. Однак більшість непрофспілкових працівників приватного сектору отримують свою стандартну оплату праці за федеральний відпочинок, лише якщо не призначено відпустку у їхній компанії.

## Канікули через проголошення президента
Федеральний закон також передбачає оголошення інших державних свят президентом США. Як правило, президент викладе міркування про піднесення дня та закликатиме населення Сполучених Штатів дотримуватися дня «з відповідними церемоніями та заходами». Прикладами президентських оголошених свят були дні похорон колишніх президентів Рональда Рейгана , Джорджа Г В Буша та Джеральда Форда; Офіси федерального уряду були закриті, а працівникам надавали оплачувану відпустку.

## Суперечки та критики

### День Мартіна Лютера Кінга-молодшого
Деякі особи та організації заперечували проти федерального статусу певних свят, таких як День Мартіна Лютера Кінга-молодшого та Дня Колумба. Зокрема, сенатор Джессі Гельмс з Північної Кароліни виступив проти створення федерального свята до дня народження Мартіна Лютера Кінга-молодшого в 1983 році.

### День Колумба
Протести корінної американської спільноти підтримують скасування Дня Колумба, головним чином завдяки його ідеології, що насильно завойовує та конвертує цілі верстви населення іншим та заохочує імперіалізм та колонізацію. Гленн Морріс з Денверу Пост писав, що День Колумба «…це не просто святкування людини Колумба; це святкування расистської правової та політичної спадщини — вкладеної в офіційні юридичні та політичні вимови США — наприклад, Вчення про відкриття та долі маніфесту».
Гаваї , Аляска , Орегон , Невада , Вашингтон та Південна Дакота — це штати США, які взагалі не визнають День Колумба, хоча Гаваї та Південна Дакота відзначають день альтернативним святом чи дотриманням. Південна Дакота — єдиний штат, який визнав День корінних американців. Гаваї визнають День відкривача.

### День Різдва
День Різдва як федерального чи державного свята також іноді заперечується різними джерелами, як правило, через його зв'язки з християнською релігією. У грудні 1999 року окружний суд США, у справі «Ганулін проти США», спростував звинувачення в тому, що федеральний статус Різдва порушує положення про конституцію Конституції, постановивши, що «Різдвяне свято значною мірою секуляризоване», і що « надаючи працівникам федеральних власників день відпусток на Різдво, уряд робить не більше ніж визнання культурного значення свята».

## Запропоновані федеральні свята
Багато запропонованих федеральних свят з часом з'явилися. Згідно зі статтею CBS, федеральні свята, як правило, «дорогі», і вони дозволяють лише федеральним працівникам брати вихідний день. Оскільки федеральний уряд США є великим роботодавцем, відпустка дорога. Якщо відпустка суперечлива, опозиція, як правило, не дасть законопроєктам про їх прийняття. Наприклад, день народження Мартіна Лютера Кінга-молодшого, який пройшов багато зусиль. І як тільки це пройшло, всі держави потребували більше зусиль, щоб врешті визнати це.
Наступний перелік — приклад відпусток, які були запропоновані та мають причини, чому їх сьогодні не спостерігають на федеральному рівні. Деякі з цих свят спостерігаються на державному рівні.
| Дата                                 | Офіційна назва                 | Деталі |
| ------------------------------------ | ------------------------------ | --- |
| 15–21 лютого (перехідний понеділок)  | День Сьюзена Б. Ентоні         | Свято було запропоновано Керолін Мелоні в HR 655 11 лютого 2011 року. Він випадає в той же день, що і День народження Вашингтона.                                     |
| 25-31 березня (перехідний понеділок) | День Сезара Чавеса             | Свято було запропоновано каліфорнійським демократом Джо Баком в HR 76 і було надано підтримку президентом Бараком Обамою.                                             |
| 15-21 травня (перехідний понеділок)  | День Малкольма X               | Свято було запропоновано в HR 323 у 1993 та 1994 роках конгресменом Чарльзом Рангел.                                                                                  |
| 14 червня                            | День прапора                   | Неодноразово пропонувалося, але лише став національним святом, коли президент Гаррі Трумен підписав його.                                                             |
| 15-21 вересня (перехідний понеділок) | День корінних американців      | Свято було подано кілька разів і було внесено до Конгресу кілька разів, але було невдалим. Проголошення існує сьогодні як «Тиждень обізнаності корінних американців». |
| 2-8 листопада (перехідний вівторок)  | День виборів / День демократії | Це свято було офіційним, останнє відбулося з «Законом про виборців 1993 року», головним чином для підвищення явки виборців.                                           |